# William de la Pole (baron de l'Échiquier)
Pour les articles homonymes, voir William de la Pole.
Sir William de la Pole, mort le 21 juin 1366, était un riche marchand de laine de Kingston-upon-Hull (Hull), en Angleterre. Il était également un important financier pour la couronne et devint brièvement Chief Baron of the Exchequer. Il a fait de sa famille une des premières maisons d’Angleterre.

## Biographie
William de la Pole serait arrivé à Hull dans les années 1310, après s'être préalablement installé dans la région de Hedon.
Il fait tout d'abord commerce de vin (importations de vin du sud ouest de la France) avec son frère Richard mort en 1345.
Dans les années 1320, William exporte des quantités de laine de plus en plus importantes, et commence à prêter de l'argent à Édouard II. Avec son frère, ils deviennent des personnalités importantes de Hull, et financent la construction de fortifications pour cette ville.
Sous le règne d'Édouard III, il finance la guerre en Écosse. La contribution de sa famille finit par dépasser celle des banquiers florentins (familles Bardi et Peruzzi) qui étaient les principaux financiers du roi. En 1354, William admettra qu'il empruntait à d'autres marchands pour financer ses prêts. Pour le récompenser, la couronne lui accorde divers privilèges et il devient le premier maire de Hull, de 1331 jusqu'en 1335. Il a également représenté cette ville au Parlement dans les années 1330. Dans cette période, ses activités commerciales se poursuivent en parallèle de ses activités politiques.
Son rôle de financier continue de s'accroître avec la guerre de Cent Ans. En 1339, il devient banneret et de novembre 1339 à juin 1340 Baron de l'Échiquier. En 1340 il est arrêté, et doit affronter des procès pour trafic de laine. Les charges seront finalement abandonnées en 1354 contre l'abandon de la dette royale et après que certaines de ses propriétés aient été saisies. Sa fortune reste malgré cela considérable.
Il meurt à Hull le 21 juin 1366.

## Famille
Ses origines familiales sont mal connues. Parmi ses descendants figurent des personnalités anglaises d'importance, parmi eux :
- Michael de la Pole (1er comte de Suffolk), son fils aîné.
- Michael de la Pole (2e comte de Suffolk), son petit-fils.
- William de la Pole, fils de Michael de la Pole (2e comte de Suffolk).